# Auschwitz non finisce mai
Auschwitz non finisce mai La memoria della Shoah e i nuovi genocidi  è un saggio storico di Gabriele Nissim pubblicato in Italia dall'editore Rizzoli nel 2022.

## Contenuto dell'opera
Nel testo, l'autore, Gabriele Nissim, fondatore, presidente della fondazione Gariwo, per il riconoscimento di tutti i Giusti tra le nazioni contro ogni genocidio, mette in risalto come la memoria della Shoah debba essere utile per riconoscere e combattere ogni forma di orrore e di atrocità di massa, in ogni epoca e Stato ove si venga a manifestare. 
Sono infatti le azioni e le decisioni degli uomini quelle che provocano gli orrori e le atrocità e nascono da ideologie, pregiudizi e interessi. 
Solo attraverso un'alleanza morale e etica tra tutti gli esseri umani di ogni Stato, si può evitare il ripetersi dell'atrocità e questo attraverso memoria storica, educazione, impegno etico che promuovano rispetto, comprensione e solidarietà.